# Таркув
Таркув (пол. Tarków) — село в Польщі, у гміні Пшесмики Седлецького повіту Мазовецького воєводства.
Населення — 40 осіб (2011).
У 1975—1998 роках село належало до Седлецького воєводства.

## Демографія
Демографічна структура станом на 31 березня 2011 року:
|          | Загалом | Допрацездатний вік | Працездатний вік | Постпрацездатний вік |
| -------- | ------- | ------------------ | ---------------- | -------------------- |
| Чоловіки | 21      | 2                  | 12               | 7                    |
| Жінки    | 19      | 0                  | 13               | 6                    |
| Разом    | 40      | 2                  | 25               | 13                   |